# Поука Владимира Мономаха
Поука Владимира Мономаха (рус. Поуче́ние Влади́мира Монома́ха; у неким изворима — „Поука Владимира Всеволодовича”, „Завештање Владимира Мономаха деци”, „Поука деци”) књижевни је споменик 12. века, написан великог кнеза кијевског Владимира Мономаха. Ово књижевно дело називају „прва светска проповед”.
До нас су дошла три књижевна дела Владимира Мономаха. Прво — „Поука”, друго — „Приповедање о путевима и лову” (аутобиографија), треће — писмо рођаку Олегу Свјатославовичу.
У Поуци се цитира 36. и 55. псалам. Такође Мономах спомиње следеће градове: Берестије, Владимир, Курск, Новгород, Перејаславаљ, Полоцк, Ростов, Смоленск, Стародуб, Сутејск, Туров, Чернигов, Голтав (Говтва), Лубни, Ромни, Војињ, Вир и центр Вјатича Кордно.

### Поука
У првом делу кнез Владимир Мономах се обраћа својој деци и свима који некад прочитају његову посланицу. Он учи
„живети како приличи хришћанима, свагда и свуда поступати тако како доликује људима, памтећи да је Божија заштита поузданија од човечије”.
Кнез позива људе да не буду лењи, да се труде, да дају милостињу, да буду верни часном крсту. Владимир Мономах приповеда о томе како је одбио предлог браће да учествује у рату против синова кнеза Растислава Владимировича: „не могу ни са вама поћи, ни верност крсту преступити” (Приповест о Љубечком сабору, који је био 1097. г). Темељ витештва Мономах види у „страху Божијем”. Он поучава своју децу о неопходности „малих дела”, призива на читање молитве „Господи помилуј”, помагање сиромашнима, помиловање хришћанских душа, затим да се буде гостољубив, да се поштују старији и свештеници, да се воле равни себи, да се уздржава од пијанства, блуда, лагања, те да се буде опрезним у рату.
Владимир Мономах наводи много књижевних извора, нпр. цитира Псалтир, житије светог Василија Великог (о скромности и послушности старијима). Многе наведене његове речи на почетку текста уствари су парафразирања једне од поука Василија Великог (4. век), која је ушла у православне богослужбене зборнике „Пролог” (под 21. јануаром) и „Триод посни”. Даље Мономах пише о величини Бога и његове творевине, поново цитирајући Псалтир и Посни триод (певања 1. седмице великог поста). Вероватно је да је аутор за свој говор користио и богословски трактат „Шестоднев”, као и познате изреке Јована, егзарха Бугарског.

### Приповедање Мономаха о свом животу
Следећи део Поуке Владимира Мономаха („Приповедање о путевима и лову”) представља само по себи набрајање његових војних похода и путовања. Кнез читаоцу преноси богато лично искуство, показујући како он сам чува правила о којима говори у првом делу. Кнез пише о томе како је започео живот одраслог човека у својих тридесет година, када га отац шаље у Ростов „кроз земљу Вјатича”.
Прича говори о походу Мономаха против Полочана, Вјатича, Пољака и Половаца. Укупно Мономах помиње 83 похода и 19 споразума, које је он закључио са Половцима. Такође Мономах спомиње лов на дивље зечеве, дивља говеда, јелене, лосове, вепрове, медведе и „љуте звери”. Аутор завршава приповедање изражавањем наде да га читаоци неће осудити, пошто он није хтео да хвали „ни себе, ни смелости своје” већ је само прослављао Бога за његову милост „за то што је он мене, грешног и худог, толико лета чувао од тих смртних опасности, и није ме саздао лењим, мене глупога, већ ме је начинио способоним за све човечије послове”. Мономах побуђује читаоце да чине добра дела и да славе „Бога са светима његовим”.

### Мономахово писмо Олегу Свјатославовичу
Посланица черниговском кнезу Олегу Свјатославовичу настала је као одговор на догађај в Мурому 6. септембра 1096. године, када је у бици с Олегом био убијен један од синова Мономаха – кнез Изјаслав Владимирович.У посланици Мономах прашта кнезу Олегу погибију свог сина, позива черниговског кнеза на мир, чуди се тому што се Олег не каје за почињени грех. Дмитриј Сергејевич Лихачов напомиње:
„Околности које су довеле до писања писма су изузетне, а сам тон писма и његов садржај су исто тако потпуно изузетни и остављају снажан утисак на савременог читаоца.” 
Исто он даље каже да светска историја не зна „ништа слично” том „писму победитеља Мономаха свом побеђеном непријатељу”.

### Веза између три дела Поуке Владимира Мономаха
Сва три дела Поуке обједињује дидактички наратив. Ако се узме да први део садржи у себи конкретне савете о томе како се треба понашати, то следећи делови допуњују и поткрепљују те савете личним биографским фактима. Владимир Владимирович Кусков пише:

„Карактеристична одлика Поуке Владимира Мономаха је блиско преплитање дидактике са аутобиографским елементима”.

## Историја

### Датум писања
Одсуство конкретних датума у Поуци ставило је под знак питања датирање текста. Сматра се да сваки део дела припада различитом временском периоду. Историјски догађаји који су били предуслов за писање писма Олегу описани су у Повести минулих лета (Дневник Нестора Летописца). Године 1096. Владимиров брат Олег, трудећи се да освоји власт у Мурому, убија Мономаховог сина Изјаслава. Управо ће овај чин бити основа писма од 1097. Једну од верзија како се појавила „Поука” изнео је Николај Михајлович Карамзин. Историчар претпоставља да је текст написан најраније 1117. године. Као доказ, он пише о Мономаховом походу на кнеза Јарослава Всеволодовича. У првом издању сабраних дела Владимира Мономаха, Мусин-Пушкин појаву Поуке приписује последњим годинама кнеза. Питање датирања проучавао је и академик Михаил Петрович Погодин. Према истраживању историчара, идеја о састављању Поуке Владимиру Мономаху дошла је на путу за Ростов, где се на Волги састао са изасланицима Свјатополка Изјаславовича. Понудили су Мономаху да учествује у походу против Ростиславича. Сви догађаји који се помињу после 1099. године, према Погодину, су додаци који су дописани касније. Према мишљењу научника Сергеја Михајловича Соловјова, дело је написано после 1100. године. Он датум писања повезује са походом кнежева против Ростиславовича, који су одбили да се повинују одлукама Витичевског сабора. Пре студије Николаја Николајевича Вороњина и Роберта Матјесена, веровало се да зборник „Поука” укључује и „Молитву”, али се сада ауторство Молитве приписује Кирилу Туровском.

### Лаврентијев летопис
„Поука Владимира Мономаха” дошла је до нас преко пергаментног Лаврентијевог летописа из 1377. године. Међутим, код научника су избиле компликације при одређивању граница Поуке: летописац није означио где се завршава то књижевно дело и почиње писмо брату Олегу. Потешкоће у даљем проучавању споменика диктирала је и чињеница да га је хроничар унео у текст из 1096. године. Међутим, догађаји које је описао Владимир Мономах датирају из каснијих времена. Неки фрагменти Поуке остали су изгубљени. Касније ће пергаментни Лаврентијев летопис чинити основу издања из 1793. године.

### Прво савремено издање
Први зборник дела Владимира Мономаха, у саставу којег је била Поука, изашао је у Санкт Петербургу под насловом „Духовна поука великог кнеза Владимира Всеволодовича Мономаха деци својој, наведена у Суздаљском летопису”. Издавач текста је био Алексеј Иванович Мусин-Пушкин, мада је само издање изашло анонимно – археограф је одлучио да не наведе своје име. Поред Поуке био је приложен и речник са тумачењем архаичних речи. Неки истраживачи указују на низ грешака и нетачности које је направио Мусин-Пушкин при издавању Поуке. У време пожара 1812. године књижевни споменик, на удивљење свих, није изгорео и доспео је у руке Николаја Михајловича Карамзина. Академик Лихачов назива Поуку „неком врстом сабраних дела” Мономаха и додаје:

„Огромна политичка тема - како ојачати нови политички систем моралном дисциплином - изложена је у Поуци невероватним уметничким тактом.”

Почевши са „Поуком”, у руској књижевности почиње традиција расуђивања о етичким питањима.

## Религиозни контекст
„Поука Владимира Мономаха” је у великој мери прожета теоцентризмом свести њеног аутора. О томе сведоче Мономахово стално позивање на текстове Светог писма. Тако, на пример, како примећује истраживач Људмила Григорјевна Дорофејева, од самог почетка Поуке посматрамо како аутор користи придеве негативне конотације у односу на себе – ја худи, грешни. Тако, објашњава филолог, показује „осећај дистанце у односу на главну и највишу вредност – Бога”. Даље, посматрамо како аутор позива будуће читаоце своје поуке на милосрђе, снисходљив однос према сиромашнима, како упућује на хришћански морал праштања свима:
„А пре свега, не заборављајте сиромашне”
Поред парафразирања, у Поуци се налазе и сами цитати из библијских књига, које Мономах често наводи. Један од њих је, на пример, цитат из књиге пророка Исаије:
„Потлаченом помажите, штитите сиротог, заузмите се за удовицу. Тада дођите да се разберемо, говори Господ. Ако су греси ваши као багреница, постаће бели као снег.”
– Ис. 1:17-18
Наводећи то – како примећује истраживач Владимир Владимирович Миљков – Мономах у своје Поуку уноси „искупитељски смисао добрих дела”, који се схвата „као жртва Богу, као довољан услов за божанско усиновљење”. Текст садржи цитате из Псалтира, из Јеванђеља по Матеју, а такође и из Књиге пророка Јоне. Често се Мономах позива на Поуку светог Василија Великог, коју је у свом раду детаљно анализирао Дмитриј Сергејевич Лихачов. Поред директног цитирања текстова Светог писма, Мономах се ослањао и на библијска тумачења. У свом чланку „Шестоднев Јована Егзарха и Поука Владимира Мономаха”, Лихачов овако то коментарише:
Треба напоменути да се утицај „Шестоднева” Јована Егзарха на „Поуку” Владимира Мономаха тиче, не само општег начина размишљања о мудрости божанског домостроја, већ и самог стилског начина дивљења пред разноликошћу света: гомила реторичких питања, усклика, набрајања, као и позиционирање глагола на крају реченица.
На тај начин, може се закључити да је Владимир Мономах, позивајући се на „Шестоднев” Јована Егзарха и цитирајући Библију, показао начитаност и познавање црквене књижевности, а сам његов текст, поред осталих значења, носио је и религиозно значење. Може се на различите начине објаснити укључивање библијских реминисценција у Поуку. Тако Александар Николајевич Ужанков објашњава да је позивање на Свето писмо било карактеристично за личности древне Русије, јер, пре свега, овакви додаци у текстовима (чак и морално-етичког садржаја) показују „покајање пред Врховним судијом”. Слично објашњење даје Љубов Викторовна Левшун. Она објашњава да је аутор средњовековне књижевности на неки начин „састваралац”, а његово дело је „исповест-аутоизвештај”, који се пише пред ишчекивањем Страшног суда. Дакле, позивања Владимира Мономаха на религиозне текстове и директно на саму Библију, према стручњацима, више су есхатолошке природе.

## Жанровска опредељеност
„Поуку Владимира Мономаха” је прилично тешко свести на одређени жанр. Међутим, постоји неколико мишљења. Тако је прву дефиницију жанра Поуке дао Алексеј Иванович Мусин-Пушкин, који је у првом издању текста из 1793. године Поуку окарактерисао као „духовно завештање”. Такође, неки научници често примећују сличност Поуке са текстовима европске традиције. Тако на пример, Михаил Павлович Алексејев повлачи жанровске паралеле Поуке са „краљевским завештањима” деци-наследницима, као и са краљевским поукама. Герман Јурјевич Филиповски, пак, додаје да су у првој половини 11. века, у енглеској традицији, постојале и поруке целом народу, које у свом обраћању подсећају на Мономахову Поуку. У чланку „Поука Владимира Мономаха: Поетика жанра”, научник наводи следеће примере: „Посланица Волка Енглезима”, коју је написао архиепископ јоркски Вулфстан, и „Кнудово писмо народу Енглеске”, које се приписује краљу Енглеске Кнуду Великом. Генерално, Филиповски самоуверено дефинише жанр Поуке као „посланицу нацији”. Истраживач то објашњава чињеницом да текст садржи не само личносно адресирање (аутобиографско, исповедно), већ и колективно-личносно адресирање (на пример, бројна циљана понављања фразе „децо моја”). Осим тога, како напомиње научник, у тексту концепт „Руске земље” блиско корелира са поучавањем руског народа новој хришћанској етици и погледу на свет, као и са политичком коректношћу, што нас упућује на закључак да у књижевном споменику 12. века преовлађују управо жанровске одлике „посланице нацији”. Међутим, постоји и један број истраживача који су склони да верују да је „писмо” (како сам кнез дефинише своје дело) живописни пример дела „ван жанрова”.

## Издања и публикације
Лаврентијев летопис, у коме је први пут забележен текст Поуке Владимира Мономаха, писан је на пергаменту од телеће коже и има дрвени повез. На страницама 78-85 налазе се „Поука Владимира Мономаха”, Владимирово писмо Олегу и молитва. На листовима су често видљиви трагови капљица воска са свећа. Рукопис књиге је полууставни. Текст је писан црним мастилом, распоређен је у две колоне, иницијална слова су исписана цинобером.
У издању Алексеја Ивановича Мусин-Пушкина из 1793. године Поука Владимира Мономаха одштампана је фонтом „en regard” с преводом који је на другој половини странице исписан гражданским писмом. Притом, црквени фонт је ту коришћен више као декоративни симбол земље, пошто он не одражава графеме и ортографију пергаментног изворника 17. века, већ прати познији систем полуустава црквених штампаних књига.
Што се тиче језчке тачности, стручњаци примећују у издању Мусин-Пушкина нека одступања од оригиналног текста, међу којима су: постављени акценти, спиритуси, знаци интерпункције и велика слова, који се не срећу у изворном рукопису, стављање титла (при чему поједина од њих недоследно). Нека слова су промењена, нека постављена произвољно (нпр. уместо ѣ написано е и обрнуто, уместо ы — и, ъ — ь, у — ю), у текст су убачена такође и сувишна слова, срећу се изостављања партикула, неправилна одвајање речи. Притом, тамна места текста која се тешко дешифрују, била су у преводу изостављана или су навођена без измене. Објављивање Мономахових рукописа имало је за циљ да покаже културно богатство древне руске цивилизације, што у потпуности потврђује садржај белешки и предговора.
У трећем издању „Летописа по Лаврентијевском препису” из 1897. године штампан је почетак Поуке, исписан полууставним писмом с краја 18. века. Иван Михајлович Ивакин ово издање назива „калиграфском вежбом на основу штампаног издања из 1793. године” са нагађањима и уметцима.

## Подаци који недостају у летопису
Дело садржи детаљније податке о догађајима 1070-1110. него што су изложени у Провести минулих лета, првенствено везано за борбе против Половаца и Всеслава Полоцког.